# Roy O. Woodruff

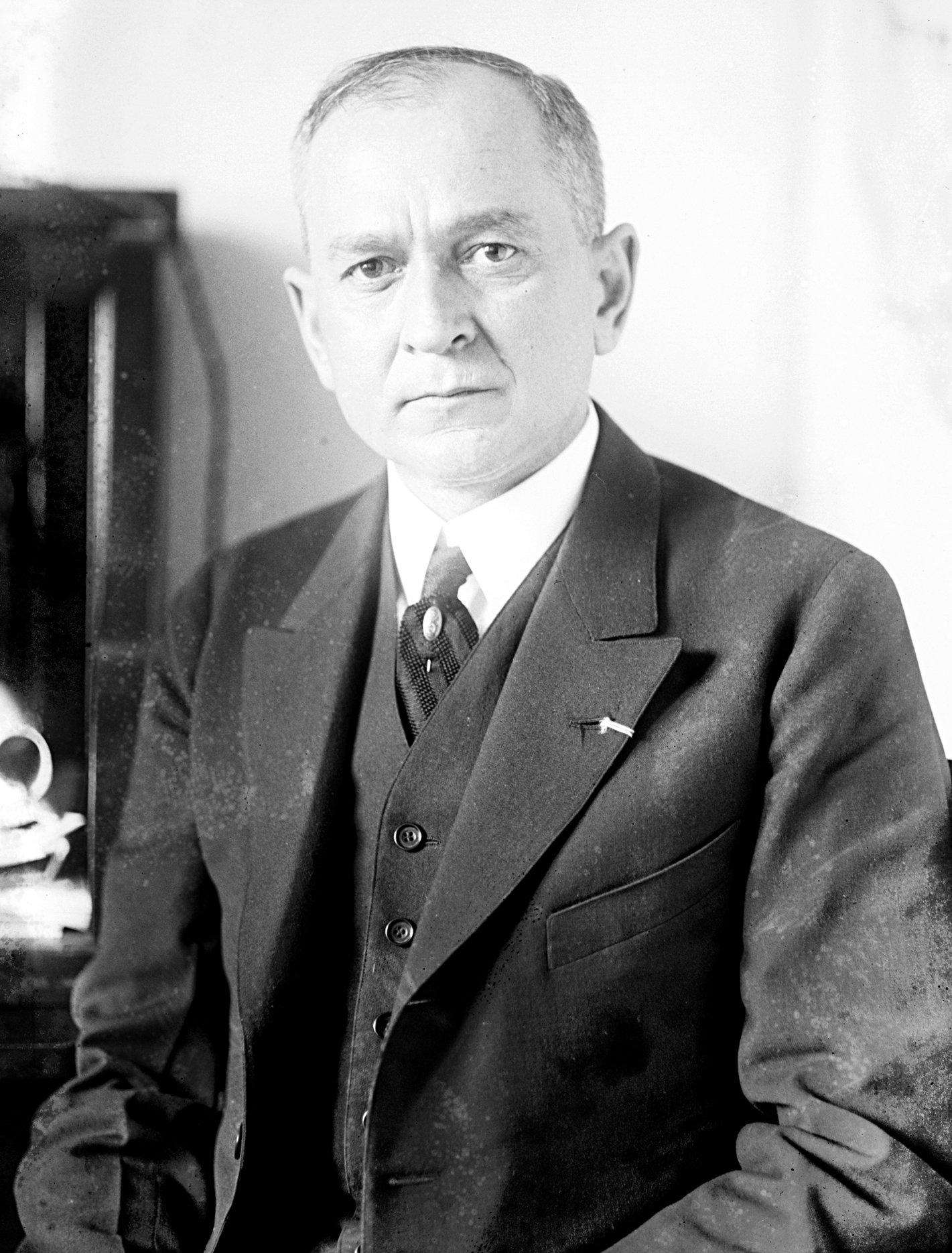
Roy O. Woodruff

Roy Orchard Woodruff (* 14. März 1876 in Eaton Rapids, Eaton County, Michigan; † 12. Februar 1953 in Washington, D.C.) war ein US-amerikanischer Politiker. Zwischen 1913 und 1915 sowie nochmals von 1921 bis 1953 vertrat er den 10. Kongreßdistrikt von Michigan im Repräsentantenhaus der Vereinigten Staaten.

## Werdegang
Roy Woodruff besuchte die öffentlichen Schulen seiner Heimat einschließlich der High School in Eaton Rapids. Zwischen 1891 und 1899 absolvierte er eine Lehre im Druckerhandwerk. Während des Spanisch-Amerikanischen Krieges von 1898 war er Korporal in einer Infanterieeinheit aus Michigan. Danach studierte er in Detroit Zahnmedizin. Nach seiner im Jahr 1902 erfolgten Zulassung als Zahnarzt arbeitete er zwischen 1902 und 1911 in Bay City in seinem neuen Beruf. Gleichzeitig begann er als Mitglied der Progressiven Partei eine politische Laufbahn.
Von 1911 bis 1913 war Woodruff Bürgermeister von Bay City. Bei den Kongresswahlen des Jahres 1912 wurde er im zehnten Wahlbezirk von Michigan in das US-Repräsentantenhaus in Washington gewählt, wo er am 4. März 1913 die Nachfolge von George A. Loud antrat. Da er im Jahr 1914 auf eine weitere Kandidatur verzichtete, konnte er bis zum 3. März 1915 zunächst nur eine Legislaturperiode im Kongress absolvieren. Danach fiel sein Mandat wieder an George Loud.
Während des Ersten Weltkrieges war Woodruff Major in einer Infanterieeinheit. Bei den Wahlen des Jahres 1920 wurde er als Kandidat der Republikanischen Partei, der er inzwischen beigetreten war, erneut in das US-Repräsentantenhaus gewählt. Dort löste er am 4. März 1921 Gilbert A. Currie ab. Nach 15 Wiederwahlen konnte er bis zum 3. Januar 1953 noch 16 weitere Legislaturperioden im Kongress verbringen. In diese Zeit fiel Ende der 1920er Jahre die Weltwirtschaftskrise. In den 1930er Jahren wurden die meisten Gesetze des New Deall der Bundesregierung unter Präsident Franklin D. Roosevelt verabschiedet. Ab dem Angriff auf Pearl Harbor am 7. Dezember 1941 wurde auch die Arbeit des Kongresses durch die Ereignisse des Zweiten Weltkrieges geprägt. Nach Kriegsende erlebte Woodruff als Kongressabgeordneter noch den Beginn des Kalten Krieges und den Koreakrieg sowie den Beginn der Bürgerrechtsbewegung. Während seiner Zeit als Kongressabgeordneter wurden der 20., der 21. und der 22. Verfassungszusatz verabschiedet.
Im Jahr 1952 verzichtete Roy Woodruff auf eine weitere Kandidatur. Er schied am 3. Januar 1953 aus dem US-Repräsentantenhaus aus und starb nur wenige Wochen später am 12. Februar desselben Jahres in der Bundeshauptstadt Washington. Anschließend wurde er in Bay City (Michigan) beigesetzt.